# Pyrgophyllum yunnanense
Pyrgophyllum yunnanense là một loài thực vật có hoa trong họ Gừng. Loài này được François Gagnepain mô tả khoa học đầu tiên năm 1902 dưới danh pháp Kaempferia yunnanensis và coi nó thuộc về phân chi Pyrgophyllum. Năm 1972, Rosemary Margaret Smith chuyển nó sang tổ Pyrgophyllum của chi Caulokaempferia. Năm 1989, Te Ling Wu và Zhong Yi Chen tách tổ Pyrgophyllum ra khỏi chi Caulokaempferia để lập chi riêng Pyrgophyllum và chuyển loài duy nhất của tổ này sang chi mới thiết lập.
Tuy nhiên, phần lớn các tài liệu vẫn duy trì nó trong chi Caulokaempferia. Năm 2014, Mood et al. cho rằng tốt nhất nên duy trì loài này trong chi riêng của chính nó là  Pyrgophyllum.

## Mẫu định danh
Mẫu định danh: Delavay, J.M. 2721; (xem các tiêu bản lưu giữ tại MNHN) do nhà truyền giáo người Pháp Père Jean Marie Delavay (1834-1895) thu thập ngày 23 tháng 8 năm 1887 tại hẽm núi Tsong So (Ten Tchouan), khoảng 50 km về phía bắc Đại Lý, tây bắc tỉnh Vân Nam, Trung Quốc.

## Từ nguyên
Pyrgophyllum bắt nguồn từ tiếng Hy Lạp cổ πύργος (pyrgos, kèn cornet/coocnê) và φύλλον (phyllon, lá, lá bắc).

## Phân bố
Loài này có trong rừng rậm ở cao độ 1.500-2.800 m tại Tứ Xuyên, Vân Nam. Tên gọi trong tiếng Trung của nó là 苞叶姜 (bao ye jiang, bao diệp khương).

## Mô tả
Cây thảo lâu năm, cao ~55 cm. Thân rễ hình cầu; rễ mập, hình chỉ. Lưỡi bẹ chẻ 2, có màng; cuống lá có rãnh, dài 2–5 cm; phiến lá hình trứng hoặc thuôn dài-hình mác, 20 × 5 cm. Cụm hoa tận cùng trên các thân giả; lá bắc 1-3, lớn, 10 × 3 cm, lõm, mép hợp sinh tại gốc vào trục chính của cụm hoa, đỉnh có phần mở rộng giống như lá, chứa 1-2 hoa. Hoa không cuống, màu vàng, sớm héo, trải phẳng cao 5 cm. Đài hoa hình ống, xẻ sâu một bên, đỉnh 2 răng. Ống tràng hoa dài hơn đài hoa; thùy trung tâm rộng hơn các thùy bên. Các nhị lép bên gần thẳng, các thùy tràng hoa bằng nhau. Môi dưới 2 thùy ở đỉnh; thùy hình trứng. Chỉ nhị ngắn; bao phấn đính đáy; phần phụ liên kết dễ thấy, hình tam giác, nguyên. Bầu nhụy hình trứng ngược, 3 ngăn. Đầu nhụy 3 thùy, có lông rung khó thấy. Nhụy lép 2, thẳng. Quả nang gần hình cầu. Hạt hình trứng, có áo hạt ngắn. Đĩa mật 2, nhọn ngắn.
Thân giả 25–55 cm, mọc thẳng, gốc hình cầu, với 1 hoặc 2 lá không phiến lá. Lá 4 hoặc 5; cuống lá 0,5–7 cm; phiến lá 8-20 × 4–5 cm, mặt gần trục nhẵn nhụi, mặt xa trục có lông tơ, gốc lá gần thuôn tròn, nhọn hoặc thon dần, đỉnh nhọn. Lá bắc 7–13 cm, có 1 hoặc 2 hoa. Ống tràng hoa dài khoảng gấp đôi đài hoa; thùy trung tâm rộng gần gấp đôi thùy bên hình mác hẹp. Quả nang đường kính khoảng 1 cm. Ra hoa tháng 9-11. Nhiễm sắc thể 2n = 42.